# Matthias Reinmuth
Matthias Reinmuth (* 1974 in Heilbronn) ist ein deutscher Maler.

## Werdegang
Matthias Reinmuth wuchs in Bad Wimpfen auf. Er studierte ab 1999 Bildende Kunst an der Universität der Künste Berlin bei Georg Baselitz und Dirk van der Meulen. 2004 war er Meisterschüler bei Georg Baselitz. Reinmuth wird von der Galerie Reinhold Maas Reutlingen, der Galerie ASPN Leipzig, der Galerie Bendana-Pinel Paris und in den USA von der Galerie Edward Cella Art & Architecture Los Angeles vertreten.

## Werk
Reinmuths Kunstwerke sind der abstrakten, gegenstandsfreien Kunst zuzuordnen. Sie zeichnen sich durch das Arrangement und die Übereinanderlagerung verschiedener Farbschichten aus, sodass durch unterschiedlichen Lichteinfall jeweils neue Farbnuancen hervortreten. Obschon Reinmuths Bilder keine Motive verwenden, erinnern sie an verschwommene Landschaften oder die unterschiedlichen Farbgebungen des Himmels. In diesem Sinne stehen sie in der Tradition der Landschaftsmalerei, beziehen jedoch aufgrund der Abstraktion und der ästhetischen Technik der Farbschichtauftragung auf die Leinwand durchaus die Digitalisierung mit ein.

Während im Frühwerk der 1990er Jahre auch organische Materialien unter dicken Öl- oder Schellackfarbschichten zu Bildreliefs modelliert werden, bestimmt eine permanent weiterentwickelte Abstrahierung die Werke insbesondere der Gegenwart. Farbschichten werden so übereinander gelegt, dass großflächige Farbschauspiele entstehen. Edward Cella sieht in den Werken nicht nur eine narrative Bezugnahme auf die Digitalwelt, sondern geradezu einen dynamischen Ausdruck, der sich kinetisch als Bewegung in den Werken darstellt. Das erinnert ihn an kinematographische Bilddarstellung, die sich gerade in den abstrakten Schichtenmalerei von Reinmuth wiederfindet: 
"His paintings are kinetic (or cinematic) as they capture the swiping back and forth of the hundreds of images that blur across our smartphones and screens and create the permanent background noise of our digital media society. Building on the methodology of the Avant Guard which endeavors to mix, remix, and reinterpret itself; Reinmuth has begun to consider his paintings in a serialize practice allowing the glazes, colors and pigments shift over the course of the sequence." 
Die serielle Auftragung von Farbpigmenten, Farben und (Wachs-)Lasuren verändern sich ständig im Entstehungsprozess eines Werkes, was an die digitalen Techniken des Remixes und der damit verbundenen ständigen Reinterpretation erinnert. Auf diese Weise nimmt Reinmuths Werk durch die Abstrahierung der Malerei auf die Farbschichten und die serielle Komposition ganzer Bilderfolgen medienästhetische Bezüge zu Techniken des Films, digitaler Satellitenaufnahmen oder Spektralaufnahmen auf.
Reinmuths Werke sind aufgrund der mehrschichtigen Auftragung der Farben nicht leicht zu fotografieren, da die Fotografie den Bildern die Tiefe entzieht und insbesondere in der Digitalfotografie das Farbspektrum nicht vermittelt werden kann.

## Einzelausstellungen
- "Chromatic Rhapsody", Edward Cella Art & Architecture, c/o Himalaya Club, Los Angeles, USA, 2022
- "Mission", Museum gegenstandsfreier Kunst, Otterndorf, 2021[10]
- "rise", Edward Cella Art + Architecture, Los Angeles, USA, 2021
- "Wipe & Flow", Galerie Reinhold Maas, Reutlingen (mit Sophia Schama), 2020
- "sunny", Bendana Pinel, Paris, Frankreich, 2020
- "West", North La Brea Salon, Los Angeles, USA, 2020
- "on", ASPN, Leipzig, 2019
- "Kein Wunder", Raum für drastische Maßnahmen, Berlin, 2018
- "Paradies", O & O Depot, Berlin, 2018
- "Gold was used up", Bendana - Pinel, Paris, 2017
- "fold" (zusammen mit Stephanie Stein), ASPN, Leipzig, 2017
- "Zwanzig Sommer", Werkhalle Wiesenburg, Berlin, 2017
- "Sieben", M 3 Kunsthalle, Berlin, 2015
- "best western", Städtische Galerie im Alten Spital, Bad Wimpfen, 2015
- "on - off", Galerie Reinhold Maas, Reutlingen, 2015
- "Drei Zwei Eins", Galerie Olsson, Stockholm, 2014
- "eins plus", Oswaldz, Dresden, 2014
- "Two nights and one summer", Bendana - Pinel Art Contemporain, Paris, 2012
- "Die Welt ist nicht genug", Galerie Carolyn Heinz, Hamburg, 2012
- "galypso", Annkatrin Steffen Gallery, Berlin, 2012
- "Entente", ASPN Galerie, Leipzig, 2011
- "Fifteen men on a dead mans chest, yohoho and a bottle of rum", Bendana - Pinel Art Contemporain, Paris, 2010
- "Die Frage nach dem Satzbau", Verwaltungsgericht, Weimar, 2010
- "du willst schon fort, es ist noch längst nicht Tag", Galerie Elly Brose-Eiermann, Berlin, 2009
- "Junge komm bald wieder", Galerie Carolyn Heinz, Hamburg, 2009
- "Himmelblau", Galerie Olsson, Stockholm, 2008
- "Champagnerlaune", ASPN Galerie, Leipzig, 2008
- "Morgengrauen", Galerie Olsson, Stockholm, 2006
- "Die Schweine wechseln, die Tröge bleiben die gleichen", Büro für Kunst, Dresden, 2006
- "Drüben", ASPN Galerie, Leipzig, 2005
- "Hase und Igel", Galerie Stefan Denninger, Berlin, 2005
- "Pole Position", Galerie Meinhold & Reucker, Berlin, 2004
- "Wolken", Kunsthaus Kern, Mahlow, 2002

## Gruppenausstellungen / Messen
- "Pattern | Nature", Edward Cella Art & Architecture, Los Angeles, USA, 2022
- "fugenlos", City of Gold, Essen, 2022
- "Bouquet", Aspn, Leipzig, 2022
- "duo together with Enrico Bach", Laube, Karlsruhe, 2021
- "Chow Chow", Werkschauhalle, Leipzig, 2021
- "January Presents", Himalaya Club, North La Brea Salon, Los Angeles, USA, 2020
- "Together we stand", Bendana Pinel, Paris, Frankreich, 2020
- "Join the Dots / Unire le distanze", Triest, 2018
- "Matter of Light", Galleri Molekyl, Malmö, 2016
- "Liaison", Uferhallen, Berlin, 2016
- "Northbound Southbound", Bendana - Pinel Art Contemporain, Paris, 2016
- "Salon der Gegenwart", Hamburg, 2015
- "summer group show 1", Bendana - Pinel Art Contemporain, Paris, 2014
- "Lieber Künstler zeichne mir", Part 1 + 2, Semjon Contemporary, Berlin, 2014
- "Tasse weder Komma noch Fisch", M3 Kunsthalle, Berlin, 2014
- "mischen", ASPN Galerie, Leipzig, 2014
- "Art Karlsruhe", Galerie Reinhold Maas, 2014
- "Heuriger 013", Ausstellungsraum. at, Wien, 2013
- "1825 Days", Bendana-Pinel, Art Contemporain Paris, 2013
- "hin und weg", Galerie Reinhold Maas, Reutlingen, 2013
- "Housesalon", M3 Kunsthalle, Berlin, 2013
- "Triptychon", Atelierhof Kreuzberg, Berlin, 2013
- "mix it up", Galerie Carolyn Heinz, Hamburg, 2013
- "Artissima Turin", Bendana - Pinel Art Contemporain, Paris, 2013
- "Naked Factory", M3 Kunsthalle, Berlin, 2011
- "Offen auf AEG", mit ASPN Galerie, Nürnberg, 2011
- "draw to drawing", Galerie Carolyn Heinz, Hamburg, 2011
- "Dirty Fingers", Kulturfestival Wedding, Wiesenburg, Berlin, 2011
- "colour & Style", M3 Kunsthalle, Berlin, 2011
- "Pfadfindungen", Kunstallianz, Berlin, 2009
- "30 gegen 3.000.000", Kulturforum, Schloss Holte-Stukenbrock, 2008
- "Tabula does the Hula from Hawaii", grassereins, München, 2008
- "Paris Texas", Büro für Kunst, Dresden, 2008
- "keine zehn Pferde", APEX Kunstverein, Göttingen, 2007
- "Tales from a travel journey", Contemporary Art Center, Vilnius, 2006
- "Panzerkreuzer trifft Sitting Bull", Parkgalerie, Berlin, 2006
- "Rostocker Satelliten", Kunsthalle Rostock, 2006
- "Salong Berlin", Transit Art Space, Stavanger, 2006
- "My private Idaho", Büro für Kunst, Dresden, 2005
- "They revamped the airport ...", ASPN Galerie, Leipzig, 2005
- "Haussalon", Kunsthalle m3, Berlin, 2004
- "viermal", Kunsthalle m3, Berlin, 2004
- "Seven Wonders", Galerie Chromosome, Berlin, 2004
- "o.T.", Galerie für aktuelle Malerei, Berlin, 2003
- "Einsichten Klasse Baselitz", Galerie Michael Schulz, Berlin / Galerie Helmut Leger, München / Galerie für Zeitkunst, Bamberg, 2003
- "Kunstsommer 2002", Kunstverein Oberhausen, Oberhausen, 2002
- "Günz-Mindel-Riss und Würm", Fehler Pan Tappert Galerie, Berlin, 2000

## Öffentliche Sammlungen
- Städtische Galerie im Lenbachhaus, München
- Armory Center of the Arts, Pasadena CA, USA
- Museum gegenstandsfreier Kunst, Otterndorf

## Publikationen
- Mission, MgK Otterndorf, 2022
- Nothing gonna change my world, raumwww, Berlin 2021
- Paradies, O&O Depot, Berlin 2018
- Germany, mon Amour! Imago Mundi,  Bennetton Collection, Antiga Edizioni, Italy 2016
- Salon der Gegenwart, Gudberg Nerger Verlag, Hamburg 2015
- Nothing to see, MMKoehn Verlag, Berlin (Monografie) 2015
- Lieber Künstler, zeichne mir! Part 1+2, Semjon Contemporary, Berlin 2014
- Das Plateau 2013, Kosmos (Kunstbeitrag)
- ART Kunstkalender 2012
- Die Frage nach dem Satzbau (Zeichnungen) 2010
- Pfadfindungen 2009
- Entspann Dich, Hase 2007 (Monografie), Secret West Press
- Tales from a Travel Journal 2006
- Einsichten, Klasse Baselitz, Berlin 2003